# Leptochelia dubia
Leptochelia dubia är en kräftdjursart som först beskrevs av Henrik Nikolai Krøyer 1842.  Leptochelia dubia ingår i släktet Leptochelia och familjen Leptocheliidae. Inga underarter finns listade i Catalogue of Life.